# Casimir Oyé-Mba
Casimir Marie Ange Oyé-Mba (Nzamaligué, 20 de abril de 1942-París, 16 de septiembre de 2021) fue un político y banquero gabonés. Después de ocupar el cargo de Gobernador del Banco de los Estados de África Central (BEAC) desde 1978 hasta 1990, fue primer ministro de Gabón, entre el 3 de mayo de 1990 y el 2 de noviembre de 1994. Posteriormente permaneció en el gobierno ocupando los cargos de ministro de Estado de Relaciones Exteriores, entre 1994 y 1999, ministro de Estado de Planificación, desde 1999 hasta 2007 y ministro de Estado de Minas y Petróleo, 2007-2009.

## Biografía

### Primeros años, educación y carrera financiera
Miembro de la etnia fang, nació en Nzamaligué, localidad ubicada en el Departamento Komo-Mondah, en la provincia de Estuaire. Su padre se formó para convertirse en sacerdote católico con el arzobispo francés Marcel Lefebvre, pero fue despedido del seminario.
Tras completar su educación básica, viajó a Francia a terminar sus estudios. Primero, se graduó de Derecho de la Universidad de Rennes, habiendo obtenido una licenciatura en Derecho y Ciencias Políticas. Después entró a la Universidad de París, donde obtuvo un diplomado y luego un Doctorado en Derecho. Finalmente, asistió al Centre d’Etudes financières, économiques et bancaires, de donde se graduó con el título de Economista licenciado en finanzas.
Se incorporó al Banco Central de los Estados de África Ecuatorial y Camerún (BCEAEC) en enero de 1968; en enero de 1970, fue designado  subdirector de su agencia en Libreville, Gabón, y en abril de 1970 se convirtió en director de la agencia en Libreville. En 1973, cuando el BCEAEC se transformó en el Banco de los Estados de África Central (BEAC), Oyé-Mba asumió como Director Nacional para Gabón, y en enero de 1977 se convirtió en Subdirector General de BEAC en su sede en Yaundé, Camerún. En abril de 1978, fue gobernador de BEAC, permaneciendo en aquel cargo hasta 1990.

### Carrera política
Después de la Conferencia Nacional de 1990 en Gabón, fue nombrado Primer Ministro de Gabón el 27 de abril de 1990. En las elecciones parlamentarias celebradas en septiembre de 1990, ganó un escaño en la Asamblea Nacional en representación del departamento de Komo-Mondah, y luego de las elecciones se mantuvo como Primer Ministro en noviembre de 1990. En las elecciones presidenciales de diciembre de 1993, que fueron ganadas por el entonces presidente Omar Bongo, Oyé-Mba fue el director de campaña de Bongo; después de las elecciones, dimitió el 11 de marzo de 1994, pero Bongo lo volvió a nombrar el 13 de marzo y el 25 de marzo se nombró un nuevo gobierno encabezado por Oyé-Mba. Tras la firma de los Acuerdos de París, un acuerdo con la oposición, Oyé-Mba y su gobierno dimitieron el 11 de octubre de 1994 y fueron sustituidos por un nuevo gobierno de coalición encabezado por Paulin Obame-Nguema, el 2 de noviembre. Oyé-Mba fue incluido en el gobierno de Obame-Nguema como ministro de Estado de Relaciones Exteriores y Cooperación, ocupando aquel cargo hasta que fue trasladado al cargo de ministro de Estado de Planificación, Programación del Desarrollo y Planificación Regional en el gobierno del primer ministro Jean-François Ntoutoume Emane el 25 de enero de 1999.
Fue reelegido miembro de la Asamblea Nacional en las elecciones parlamentarias de diciembre de 1996 y en las elecciones parlamentarias de diciembre de 2001. En las elecciones municipales de diciembre de 2002, fue elegido miembro del consejo de la ciudad de Ntoum.
Oyé-Mba fue candidato, sin éxito, al cargo de presidente del Banco Africano de Desarrollo en 2005; alcanzó a llegar hasta la cuarta ronda de votaciones el primer día de las elecciones, el 18 de mayo de 2005.
En las elecciones parlamentarias de diciembre de 2006, Oyé-Mba volvió a ganar un escaño en la Asamblea Nacional como candidato del Partido Democrático Gabonés (PDG) en la circunscripción de Ntoum; mantuvo su puesto en el gobierno después de esa elección. Posteriormente, luego de casi nueve años como ministro de Estado de Planificación, fue trasladado al cargo de ministro de Estado de Minas, Petróleo, Energía, Recursos Hídricos y Promoción de Nuevas Energías, en el gobierno que fue nombrado el 28 de diciembre de 2007.
Tras la muerte del presidente Bongo el 8 de junio de 2009, Oyé-Mba, miembro del Buró Político del PDG, fue uno de los diez miembros del PDG que presentaron solicitudes para presentarse como candidato del partido en las elecciones presidenciales anticipadas programadas para el 30 de agosto de 2009. Aunque fue considerado uno de los principales contendientes, a mediados de julio de 2009, el hijo de Bongo, Ali Bongo Ondimba, fue elegido como candidato del PDG. Al no haber obtenido la nominación, Oyé-Mba anunció que, en cambio, se presentaría como candidato presidencial independiente el 21 de julio; cuestionó las circunstancias de la selección de Bongo y dijo que quería ser "el verdadero candidato del consenso". Luego fue excluido del gobierno que fue designado el 22 de julio de 2009, después de 19 años de servicio ininterrumpido.
Las Fuerzas Patrióticas Unidas (FPU), un grupo de oposición, anunció el 29 de julio de 2009 que apoyaba la candidatura de Oyé-Mba. Lo describió como un "hombre íntegro, pacífico y experimentado" y "el verdadero candidato del consenso". Dando un discurso en Libreville el 9 de agosto, Oyé-Mba dijo que se centraría en la lucha contra el desempleo juvenil si fuera elegido y dijo que "si los jóvenes ya no confían en los políticos, es por la sensación de que a menudo han sido traicionados".
Durante la campaña electoral, Oyé-Mba criticó la distribución desigual de la riqueza en Gabón: «El 60 por ciento de los gaboneses vive por debajo del umbral de renta mínima vital ... y solo el dos por ciento de la población se beneficia realmente de la riqueza de nuestro país». También destacó la importancia de mejorar la gobernanza. Durante su campaña, en la que destacó su extensa trayectoria, Oyé-Mba también pidió más construcción de carreteras (100 kilómetros por año), ahorrando dinero al reducir el número de ministros en el gobierno y restableciendo el límite de dos mandatos en la Presidencia.
Oyé-Mba retiró su candidatura el día de las elecciones, citando su preocupación por la posibilidad de violencia. Pese a su retirada, ocupó el quinto lugar, con el 0,92 % de los votos, según los resultados publicados por la Corte Constitucional el 4 de septiembre de 2009.
El 30 de diciembre de 2009, se anunció la creación prevista de un nuevo partido de oposición unida, y Oyé-Mba se encontraba entre los diversos líderes de la oposición que participaban en él. Luego se unió a la Unión Gabonés para la Democracia y el Desarrollo (UGDD), un partido de oposición liderado por Zacharie Myboto, y la UGDD se fusionó con otros dos partidos para crear un partido de oposición unificado, la Unión Nacional. En el lanzamiento del partido el 10 de febrero de 2010, Oyé-Mba fue designado como uno de sus cinco vicepresidentes.
Volvió a ser candidato en las elecciones presidenciales de 2016, pero su candidatura no despegó.

### Fallecimiento
Falleció en un hospital de París el 16 de septiembre de 2021, luego de ser evacuado de urgencia, por un cuadro severo de COVID-19.